# Harold Garfinkel
Harold Garfinkel   (Newark, 29 d'octubre de 1917 - Los Angeles, 21 d'abril de 2011) fou un sociòleg estatunidenc i professor a la Universitat de Califòrnia. Als anys 1950 va fundar l'Etnometodologia, un corrent sociològic enfocat a l'estudi de com les persones donen sentit a la realitat interactuant en la vida quotidiana. La seva obra més reconeguda és Estudis d'Etnometodologia (1967).

## Ressenya biogràfica

#### Joventut i educació
Harold Garfinkel va néixer a Newark (Nova Jersey) el 29 d'octubre de 1917, al si d'una família jueva. El seu pare, un petit empresari de mobles per la llar, esperava que el seu fill continués amb el negoci familiar. En Harold, alhora que treballava amb el seu pare, es va matricular a la Universitat de Newark per estudiar empresarials. Els cursos eren impartits principalment per estudiants graduats de la Universitat de Colúmbia, l'enfocament teòric dels quals va guiar Garfinkel més endavant en la seva anàlisi social.
Després de graduar-se, Garfinkel es va oferir com a voluntari en un camp de treball quàquer a Cornelia (Geòrgia), on va treballar amb estudiants d'orígens diversos, la qual cosa va influir en la decisió de dedicar-se'n més tard a la sociologia. Mentre feia de voluntari, Garfinkel va conèixer el programa de sociologia de la Universitat de Carolina del Nord, que estava enfocat a projectes socials públics. Amb una tesi sobre l'homicidi interracial, Garfinkel obtingué el màster l'any 1942. Com a estudiant, s'interessà pel fenomen del racisme i la segregació, especialment de les dones negres. Per aquest motiu, va escriure el conte "Color Trouble", publicat a revista Opportunity el 1940, en el qual parlava de la situació de les dones negres que viatjaven en un autobús a Virgínia.
Amb l'inici de la Segona Guerra Mundial, va ser reclutat a l'Army Air Corps i va servir com a instructor a Florida. A les acaballes del conflicte, va ser traslladat a Gulfport (Mississipi), on va conèixer la seva dona, l'Arlene Steinback.

#### Vida acadèmica
Acabada la guerra, Garfinkel va anar a estudiar a la Universitat Harvard, on conegué Talcott Parsons al recentment creat Departament de Relacions Socials. Mentre Parsons posava èmfasi en categories abstractes i generalitzacions, el treball de Garfinkel es va centrar més en l'estudi empíric. Després de graduar-se, el sociòleg Wilbert E. Moore va convidar-lo a treballar en el Projecte de comportament organitzatiu a la Universitat de Princeton. Garfinkel s'hi està dos anys com a professor. Durant aquest període va establir contacte amb alguns dels acadèmics més destacats de l'època en les ciències del comportament, de la informació i de les ciències socials, com ara Gregory Bateson, Kenneth Burke, Paul Lazarsfeld, Frederick Mosteller, Philip Selznick, Herbert A. Simon i John von Neumann. Garfinkel va completar el doctorat el 1952 amb la tesi "La percepció de l'altre: un estudi sobre l'ordre social".
L'any 1954 va ser convidat a fer una xerrada a l'Associació Americana de Sociologia, on va encunyar el terme Etnometodologia⁣. Garfinkel havia treballat en l'anàlisi dels raonaments i deliberacions dels jurats per al projecte "El Jurat Americà" de la Universitat de Chicago, dirigit per Fred Strodtbeck. Va ser durant l'exposició de les conclusions de les seves investigacions que emprà el terme d'etnometodologia. Des de llavors, l'etnometodologia es va convertir en el seu principal camp d'estudi, que es definí com "la investigació de les propietats racionals de les expressions indèxiques, i d'altres accions pràctiques, com a compliment de pràctiques organitzades de la vida quotidiana".
El mateix 1954, Garfinkel s'incorporà definitivament a la facultat de sociologia de la Universitat de Califòrnia Los Angeles. Durant el període 1963–64 va exercir com a investigador al Centre per a l'Estudi Científic del Suïcidi. L'any 1975, es traslladà al Centre d'Estudis Avançats en Ciències del Comportament i, entre 1979 i 1980, va ser professor visitant a la Universitat d'Oxford. El 1995 va ser guardonat amb el "Premi Cooley-Mead" de l'Associació Americana de Sociologia per les seves contribucions. Un any després, el 1996, va rebre un doctorat honoris causa per la Universitat de Nottingham. Es va retirar oficialment de la Universitat de Califòrnia el 1987, tot i que va continuar com a professor emèrit fins a la seva mort, el 21 d'abril de 2011.

## Les arrels de l'Etnometodologia
Durant els seus anys a Harvard, Garfinkel va ser influenciat pels estudis de Parsons sobre l'ordre social. Parsons postulava que tota acció social es podia entendre dins d'un "marc d'acció" format per un nombre fix d'elements (un agent, un objectiu o intenció, les circumstàncies en què es produeix l'acte i la seva "orientació normativa"). Així, per dur a terme l'acció, els agents trien entre els possibles objectius, els mitjans per aconseguir-los i les limitacions normatives existents.  Segons Parsons, l'ordre social no s'imposa des de dalt, sinó que sorgeix de les eleccions racionals de l'actor.
Per la seva banda, l'etnometodologia, que també intentava interpretar la vida social, es feia un tipus de preguntes diferents. Per Garfinkel, els sociòlegs tradicionals s'esforçaven per produir afirmacions objectives (és a dir, no indexals) similars a les que es fan a les ciències naturals. Per fer-ho, havien d'emprar construccions teòriques que predefinien la forma del món social. L'objectiu de Garfinkel, però, no era articular un altre sistema explicatiu. Al contrari, va expressar "indiferència" davant totes les formes de teorització sociològica. En lloc de veure la pràctica social a través d'una lent teòrica, Garfinkel va intentar explorar el funcionament del món social directament, descrivint-lo detalladament. L'objecte de la sociologia, tal com ell la considerava, s'ha de dur a terme investigacions sobre com es produeixen els fets socials de Durkheim. El resultat havia de ser un programa d'investigació sociològica "alternatiu, asimètric i incommensurable".
El concepte d'etnometodologia de Garfinkel va néixer després d'intentar analitzar les deliberacions d'un jurat en un cas a Chicago, el 1945. Garfinkel mirava entendre la manera com els jurats "sabien" com havien d'actuar com a jurats. Després de l'anàlisi, Garfinkel va encunyar el terme "etnometodologia", per poder descriure com la gent utilitza diferents mètodes per entendre la societat en la qual viuen. Garfinkel s'adonà que els mètodes que les persones utilitzen per entendre la societat són determinats per les seves actituds naturals. La idea principal d'en Garfinkel era que, mentre la sociologia tradicional pensava en els "fets socials" com a elements externs per explicar un determinat comportament, l'etnometodologia posava el focus en l'origen intern dels fets socials. És a dir, els fets socials no són quelcom extern a l'individu, sinó que són precisament el producte de les accions quotidianes dels membres de la societat.

## Principals publicacions
- 1946 "Color Trouble." en la revista Opportunity. Editat per B. Moon, 269-286. Garden City, NY: Doubleday Doran
- 1956 "Conditions of successful degradation ceremonies." American Journal of Sociology 61: 420-424.
- 1956 "Some sociological concepts and methods for psychiatrists." Psychiatric Research Reports 6: 181-198.
- 1963 "A conception of, and experiments with, 'trust' as a condition of stable concerted actions." a Motivation and social interaction. Editat per O.J. Harvey, 187-238. Nova York: The Ronald Press
- 1967 "Studies in ethnomethodology". Ed. Englewood Cliffs, NJ: Prentice-Hall
- 1967 "Practical sociological reasoning: Some features in the work of the Los Angeles suicide prevention center." a Essays in self-destruction. Editat per E. Shneidman, 171-186. Nova York: Science House
- 1968 "Discussion: The origin of the term 'ethnomethodology'." a Proceedings of the Purdue Symposium on Ethnomethodology. Editat per R. Hill and K. Grittenden, 15-18. Institute Monograph Series #1
- 1970 (amb Harvey Sacks) "On formal structures of practical actions." a Theoretical sociology: Perspectives and developments". Editat per  J. McKinney and E. Tiryakian, 337-366. New York: Meredith
- 1972 "A Comparison of Decisions Made on Four 'Pre-Theoretical' Problems by Talcott Parsons and Alfred Schultz"
- 1972 "Studies in the routine grounds of everyday activities" a Studies in social interaction. Editat per D. Sudnow, 1-30. New York: The Free Press. [publicat inicialment el 1964]
- 1972 "Conditions of Successful Degradation Ceremonies: a Symbolic Interactionism." Editat per J. Manis and B. Meltzer, 201-208. New York: Allyn and Bacon
- 1976 "An introduction, for novices, to the work of studying naturally organized ordinary activities"
- 1981 "The Work of a Discovering Science Construed with Materials from the Optically Discovered Pulsar" Philosophy of the Social Sciences 11: 131-158.
- 2002 "Ethnomethodology's program: Working out Durkheim's aphorism". Lanham, MD: Rowman & Littlefield, (Abstract)